# Okolicznik porównawczy
Okolicznik porównawczy – część zdania odpowiadająca na pytania: jak?; w jaki sposób? i zarazem będący similitudem.
Okolicznik porównawczy oznacza sposób wykonywania jakiejś czynności wyrażony comparatem, np.
- Uparł się jak osioł
- Gnał niczym błyskawica.